# Nexon (przedsiębiorstwo)

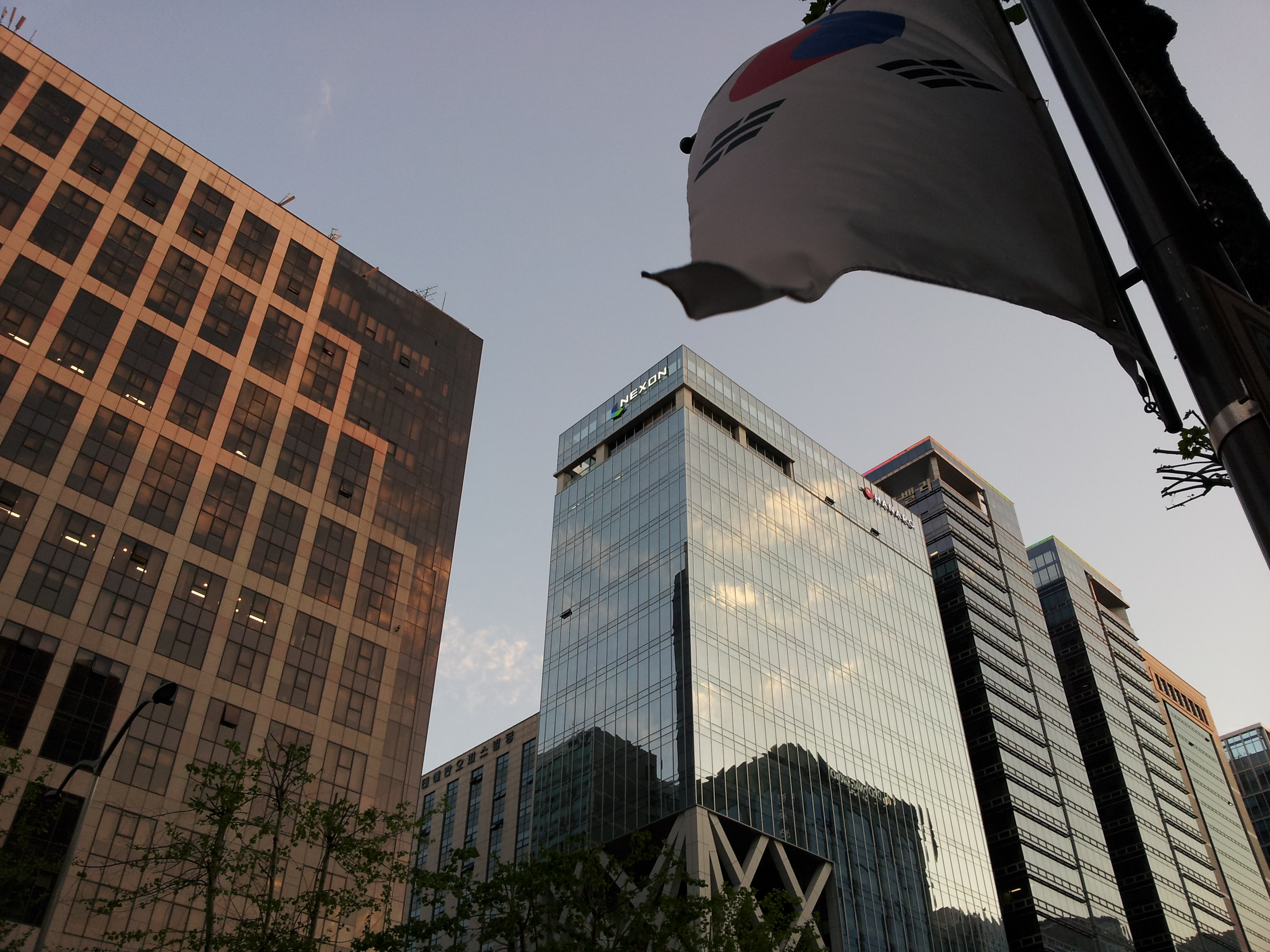
Budynek firmy Nexon

Nexon (kor. 넥슨) – południowokoreański producent MMORPG i innych gier online. Jego siedziba główna znajduje się w Seulu w Korei Południowej.

## Historia
Firma Nexon opublikowała swój pierwszy tytuł Nexus: The Kingdom of the Winds w 1996 roku. W 1999 roku Nexon wydał MMORPG Dark Ages, który w pewnym stopniu bazował na koreańskiej grze Legend of Darkness. Korzystał również z tej samej technologii serwerów. Północnoamerykańska wersja Dark Ages została opracowana przez Davida Kennerly’ego.
Nexon wydał także kilka gier w Północnej Ameryce. Ukazały się one jedynie w wersji beta i dalsze prace nad nimi zostały porzucone. Były to między innymi Elemental Saga, QuizQuiz i Elancia. QuizQuiz w Północnej Ameryce nigdy nie opuścił wersji beta, lecz został wydany przez singapurski oddział firmy Nexon (NexonAsia) w angielskiej wersji. QuizQuiz został ukończony i wydany wyłącznie w Korei Południowej i Japonii pod tytułem Q-Play, podczas gdy projekt Elemental Saga został przerwany. Nexon stworzył kilka gier wyłącznie dla koreańskich graczy: Mabinogi, Elancia i Crazy Arcade.
Firma wyprodukowała wiele gier online, głównie MMORPG i gry akcji. Większość gier korzysta z grafiki 2D. Obecnie wydawane tytuły korzystają już z grafiki 3D. Chociaż większość gier jest darmowa, firma zarabia na sprzedawaniu dodatkowych elementów rozszerzających grę, które jednak nie są wymagane do korzystania z niej.

### Współpraca z Nintendo
Nexon ogłosił rozpoczęcie współpracy z Nintendo i stał się tym samym second-party developerem tej firmy. Mimo to Nexon zamierza nadal tworzyć gry na komputery osobiste.

## Nexon Cash
System Nexon Cash był jednym z pierwszych systemów korzystających z modelu Virtual Asset Sales. System Nexon Cash po raz pierwszy ukazał się w koreańskiej wersji MapleStory. System ten pozwala zakupić NEXON Cash za prawdziwe pieniądze. Za NX Cash można zakupić przedmioty w grze, które nie są osiągalne w żaden inny sposób. Gracze mogą korzystać z tych wirtualnych pieniędzy w grach wspieranych przez „Cash Shop”. System ten spotkał się z krytyką ze strony graczy. Wielu z nich znajduje się w gorszej sytuacji w grze przez to, że nie mogą sobie pozwolić na zakup wirtualnych pieniędzy. Powodem pojawienia się Nexon Cash była potrzeba zdobycia dodatkowych funduszy, które pozwoliłyby firmie uniknąć opłat za korzystanie z gry.
W krajach azjatyckich i w Stanach Zjednoczonych firma wprowadziła do sprzedaży specjalne karty, zawierające kod, który po wprowadzeniu w grze zasila konto gracza w Nexon Cash.

## Kalendarium
- Październik 2005 – firma Nexon wydaje Maple Story Global przy współpracy z firmą Wizet.
- Marzec 2006 – Nexon America zatrudnia Johna Chi na stanowisku dyrektora naczelnego i rozpoczyna kampanię marketingową na szeroką skalę.
- Czerwiec 2006 – Nexon ujawnia zamiar uruchomienia portalu gier w USA, wraz z grą Audition
- 7 czerwca 2006 – Koreańska Agencja Promocji Przemysłu Elektronicznego ogłosiła, że Audition Online zostanie wydana w USA.
- 25 sierpnia 2006 – zgodnie z wywiadem opublikowanym na łamach GameSpot Korea angielska wersja Mabinogi jest w fazie produkcji/tłumaczenia i zostanie wydana na rynku Ameryki Północnej. Przybliżony czas ukończenia prac to 2007 rok.
- 3 listopada 2006 – Alex Garden, współzałożyciel Relic Entertainment, dołącza do firmy Nexon i prowadzi jej studio w Ameryce Północnej.
- 7 listopada 2006 – Studio NXGames zmienia nazwę na Nexon America.
- 27 lipca 2007 – firma Nexon ogłasza współpracę z Valve Corporation i wydaje Counter-Strike Online w Azji.

## Oddziały firmy

### Nexon America
Nexon America powstało pod nazwą NXGames w październiku 2005. Przy współpracy z firmą Wizet, Nexon America współtworzyło i w efekcie uzyskało prawa do Maple Story w Północnej Ameryce. Od 2 listopada firma zaczęła prosperować pod nazwą Nexon America i porzuciła nazwę NXGames. 9 listopada 2006 roku Nexon America ogłosiło współpracę z MTV Networks. Celem tej współpracy była promocja gier firmy NEXON i rozszerzenie usług Neopets. Nexon ogłosiło także zamiary promocji Maple Story, Kartrider i Audition Online wraz z MTV Networks. Nexon America obecnie prowadzi w Amerykańskim Przemyśle Gier Online. Maple Story w wersji Global aktualnie posiada niemal 6 milionów graczy.

### Nexon Europe
Nexon Europe jest jednym z najmłodszych portali gier online w Europie. Firma zaczęła działalność 9 kwietnia 2007 roku wraz z wypuszczeniem na rynek open beta gry Maple Story Europe. 31 maja 2007, Nexon Europe oficjalnie wydaje Maple Story Europe i otwiera Cash Shop.

### Nexon Japan
Nexon Japan rozpoczęła działalność grą Maple Story Japan.

### Nexon Korea
Nexon Korea jest jedną z największych firm przemysłu gier w Korei Południowej. Firma zaczęła działalność od gry Maple Story Korea. Nexon Korea spotkało się z problemem ogromnego napływu graczy na koreańską wersję gry, czego powodem był serwer testowy Tespia (firma sprawdza na nim wszystkie przyszłe dodatki do gry, w związku z czym jego zawartość jest dużo większa od wszystkich innych wersji). Aby z tym walczyć, Nexon Korea wymaga Korean Social Security Number podczas rejestracji.

## Lista gier

### Nexon America
- Maple Story – MMORPG (dzielone prawa autorskie wraz z firmą Wizet)
- Kartrider (w zawieszeniu)
- Mabinogi
- Combat Arms
- Dungeon Fighter Online
- iTCG Online
- Dragon Nest
- Maple Story Adventures (gra w serwisie facebook)
- Atlantica Online
- Dirty Bomb

### Nexon Japan
- Elancia
- 闇の伝説 (Dark Ages)
- Asgard
- Maple Story – MMORPG (dzielone prawa autorskie wraz z firmą Wizet)
- Tales Weaver
- Mabinogi
- GrandChase
- Dancing Paradise
- Lunia
- Counter Strike Online
- Arad Sensou
- Tenchi Tairan

### Nexon Korea
- 9Dragons
- Asgard
- Baram – poprzednik Nexus: The Kingdom of the Winds
- Big Shot
- BnB (Crazy Arcade)
- Chronicles of Lunia
- Crazyracing Kartrider
- Elancia
- KickOFF
- Legend of Darkness – poprzednik Dark Ages
- Lunia
- Mabinogi
- MapleStory Korea – MMORPG (dzielone prawa autorskie wraz z firmą Wizet)
- Nanaimo
- Q-Play – wcześniej znany jako QuizQuiz
- TalesWeaver
- War Rock
- ZerA: Imperan Intrigue
- Elsword
- Ghost In the Shell: Stand Alone Complex: First Assault Online

### Nexon Europe
- Vindictus
- Maple Story Europe – MMORPG (dzielone prawa autorskie wraz z firmą Wizet)
- Combat Arms
- Mabinogi
- WarRock (od 29 maja 2012)

### W fazie produkcji
- Maple Story DS – wersja tworzona z myślą o Nintendo DS

## Historia wydawnicza
- Styczeń 2003 – Nexon Korea rozpoczyna beta-testy Korea MapleStory (kMS).
- 29 kwietnia 2003 – Nexon Korea oficjalnie otwiera Korea MapleStory (kMS).
- Listopad 2003 – Nexon Japan oficjalnie otwiera Japan MapleStory (jMS).
- Grudzień 2003 – Wizet rozpoczyna zamknięte beta-testy Global MapleStory (gMS/oMS).
- 1 czerwca 2004 – Nexon Korea oficjalnie otwiera Korea Crazyracing Kartrider.
- Lipiec 2004 – Shanda rozpoczyna zamknięte beta-testy China MapleStory (cMS).
- Sierpień 2004 – Shanda rozpoczyna otwarte beta-testy China MapleStory (cMS).
- Wrzesień 2004 – Wizet rozpoczyna otwarte beta-testy Global MapleStory (gMS/oMS).
- Grudzień 2004 – Shanda oficjalnie otwiera China MapleStory (cMS).
- 11 maja 2005 – Wizet oficjalnie otwiera Global MapleStory (gMS/oMS).
- 23 czerwca 2005 – Asiasoft oficjalnie otwiera MapleSEA (mSEA).
- 4 lipca 2005 – Gamania oficjalnie otwiera Taiwan MapleStory (taiMS/tMS).
- 29 sierpnia 2005 – Asiasoft oficjalnie otwiera Thai MapleStory.
- Październik 2005 – NXGames otrzymuje prawa do Global MapleStory (gMS/oMS).
- 27 lipca 2006 – Nexon Korea i Wizet rozpoczynają zamknięte beta-testy MapleStory Europe. Gra dostępna jest w językach: angielskim, francuskim, niemieckim, hiszpańskim i niderlandzkim.
- 7 września 2006 – Nexon Japan rozpoczyna zamknięte beta-testy Dancing Paradise Close Beta Phase.
- 8 listopada 2006 – Global MapleStory zostaje przeniesione z NXGames do Nexon America (oddział zmienił nazwę).
- 1 marca 2007 – Nexon rozpoczyna beta-testy Audition Online (aAU) w USA.
- 2 kwietnia 2007 – Nexon oficjalnie otwiera Audition Online (aAU) w USA.
- 9 kwietnia 2007 – Nexon Europe i Wizet rozpoczynają otwarte beta-testy MapleStory. Gra dostępna jest w językach: angielskim, francuskim, niemieckim, hiszpańskim i niderlandzkim.
- 1 maja 2007 – Nexon rozpoczyna beta-testy Kartrider w USA.
- 31 maja 2007 – Nexon Europe i Wizet oficjalnie otwierają Europe MapleStory. Gra dostępna jest w językach: angielskim, francuskim, niemieckim, hiszpańskim i niderlandzkim.

## Nagrody i wyróżnienia
- 1997 – NEXON Corporation otrzymał nagrodę dla Firmy z Doskonałą Nową Technologią oraz nagrodę dla Firmy z Największym Potencjałem od Ministerstwa Informacji i Komunikacji (MIC) Korei.
- 1998 – NEXON Corporation otrzymał nagrodę za Doskonałą Technologię Informacyjną od The Electronic Times w Korei Południowej.
  - The Kingdom of the Winds zostało grą miesiąca w The Electronic Times w Korei Południowej.